# 金森重頼
金森 重頼（かなもり しげより、慶長元年（1596年）- 慶安3年閏10月7日（1650年11月30日））は、飛騨高山藩の第3代藩主。

## 生涯
重頼は幼少期から徳川家康に侍し、慶長18年(1614年)に長門守に任ぜられている。大坂の陣には父の可重の軍中ではなく、家康の傍で従軍。可重が同戦の直後の6月に急死し、家康の命により7月に跡を継いだ。大坂の陣の最中に廃嫡されたとはいえ、長兄の重近（金森宗和）が、また重頼と同じく将軍徳川秀忠に近侍していた次兄の重次が存命であったが、重頼が後継とされた。これについては後述する。
祖父と父の築き上げてきた高山の藩政に力を注ぎ、新田開発や銀山の開発など、地元では名君とされる。元和元年(1615年)の一国一城令を受け、古川の増島城、萩原の萩原諏訪城を廃して「旅館」と称する陣屋とし、藩主の通行の際などに利用した。また、自らの襲封に際して、父可重の遺品の茶壺の銘品「雲山肩衝」を将軍秀忠に献上しているが、同3年(1617年)に「天下の名物であるから自家に秘蔵するように」として返された。
元和4年（1618年）3月5日に、改易処分となり蟄居していた松平忠輝が重頼に預けられることとなり、忠輝が飛騨にやってきたが、寛永3年（1626年）4月24日に信濃国諏訪藩の諏訪頼水に預け替えとなった。
元和5年(1619年)には出雲守に任ぜられた。1640年頃からの全国的な飢饉「寛永の大飢饉」の際には、前述の「雲山肩衝」を丹後国宮津藩主京極高広に金3000両で売却し、藩士・農民の救済にあてた逸話も伝わっている。将軍参内や日光東照宮参拝などには常にこれに従い、松平忠輝や加藤光広など取り潰しになった大名の身柄を預かるなどしていることから、幕府内での信頼も高かったようである。
新田開発、鉱山開発などの藩政に勤しんだとされる。金森家代々と同じく茶の湯に秀で、和歌・連歌も嗜んだ風流人でもあった。寛永の頃に、領内に作陶の窯を開かせている。
慶安3年（1650年）閏10月7日、江戸の藩邸にて55歳で死去し、跡を頼直が継いだ。死後、家臣4名が殉死（追腹）を行った。

## 家督相続
長兄と父親の不和、長兄と徳川家の不和、長兄次兄の実母と可重の愛妾であった重頼母の確執、など諸説あるが、なぜ三男が相続となったかは定かではない。重頼が家康と懇意であったから、とするなら、秀忠に近侍していた次兄でも問題はない。
重頼は実は伊東治明の子である、とする記載が『断家譜』『金森家譜』にある。この通りとするならば、血統が藩祖の金森長近に戻ったことになる。伊東治明は他家に養子に出されているが、藩祖の長近の実子である。一方の二代目の可重は他家から養子に来た人物であり、長近とは血縁がない。すなわち可重の子らも皆、長近との血縁はない。ともあれ可重の急死と、その直前の長兄の廃嫡、次男をも無視することにより、「長近 - 伊東治明 - 重頼 - （以降）」という形で、血統が戻ったことになる。四男以下の男子はそれぞれ幕府旗本として取り立てられている。
急死した可重の死因は、明らかになっていない。

## 親族
豊臣秀吉親族の小出氏と、数代に渡って婚姻関係がある。
小出秀政の正妻は豊臣秀吉の母の大政所の妹であり、その子である小出吉政の室は伊東治明の娘、つまり重頼の姉妹ということになる。吉政の二人の子供はそれぞれ但馬国出石藩主家と丹波国園部藩主家になった。
秀政の側室出の四男で、和泉国陶器藩主の小出三尹の後室は金森可重の娘、その子で二代藩主の小出有棟の後室は重頼の娘である。